# Сейба (Пуерто-Рико)
Сейба (ісп. Ceiba, МФА: [ˈθeiβa]) — муніципалітет Пуерто-Рико, острівної території у складі США. Заснований 7 квітня 1838 року.

## Географія
Площа суходолу муніципалітету складає 70 км² (62-е місце за цим показником серед 78 муніципалітетів Пуерто-Рико).

## Демографія
Станом на 2010 рік на території муніципалітету мешкало 13 631 ос.
Динаміка чисельності населення:

## Населені пункти
Найбільші населені пункти муніципалітету Сейба:
| Населений пункт | Статус | Населення :   | Населення :   | Населення :   |
| Населений пункт | Статус | на 01.04.1990 | на 01.04.2000 | на 01.04.2010 |
| --------------- | ------ | ------------- | ------------- | ------------- |
| Агуас-Кларас    | Селище | 3 091         | 3 499         | 3 006         |
| Сейба           | Місто  | 6 289         | 6 277         | 5 633         |